# Terroranschlag in Istanbul am 12. Januar 2016

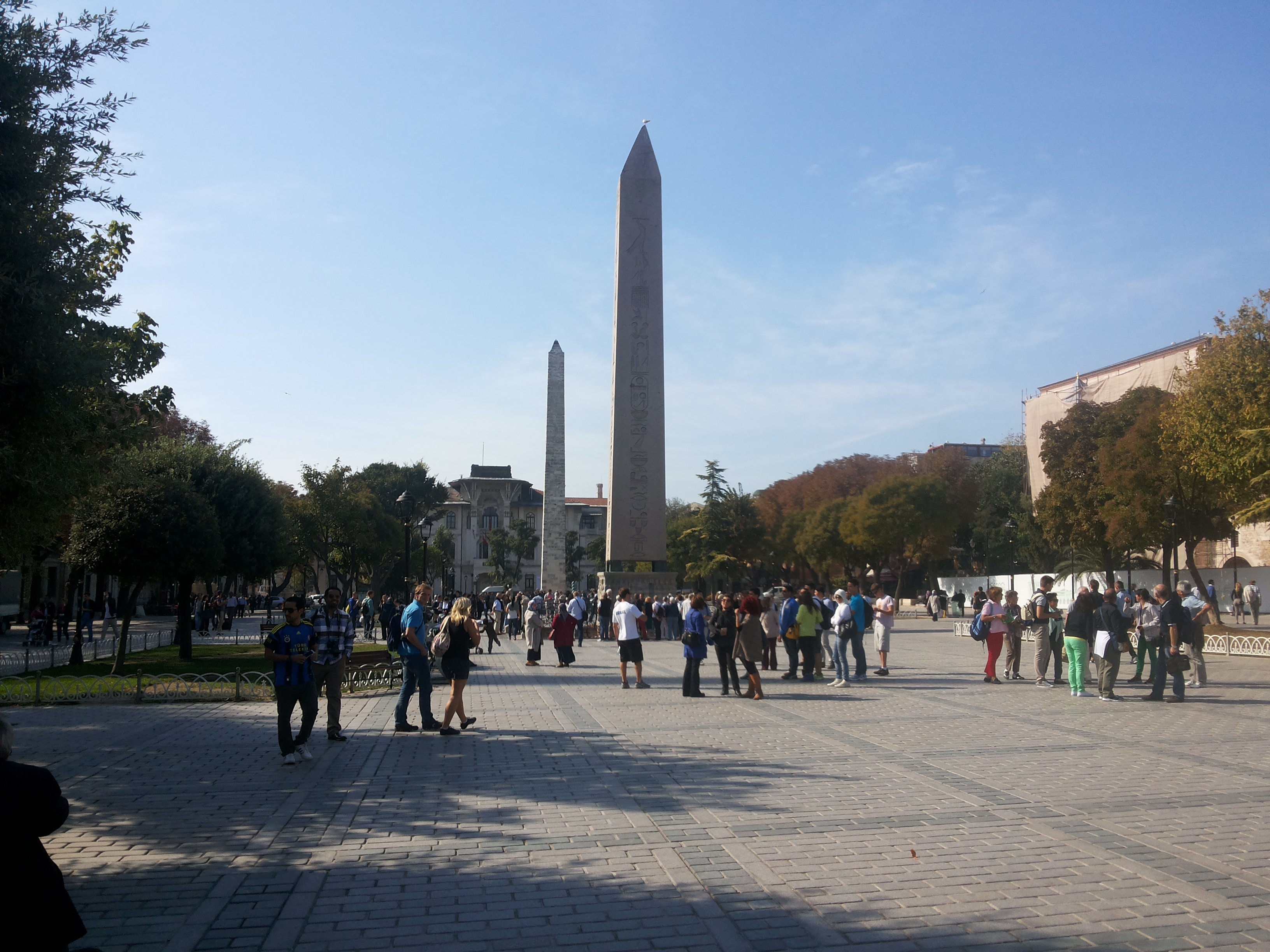
Der Sultan-Ahmed-Platz mit dem Obelisken von Thutmosis III. (vorne)

Durch den Terroranschlag in Istanbul am 12. Januar 2016 gegen 10:20 Uhr OEZ (UTC+2) auf dem Sultan-Ahmed-Platz am Obelisken von Thutmosis III. wurden 12 Menschen getötet und 13 verletzt. Bereits ein Jahr zuvor war dort ein Sprengstoffanschlag durch eine tschetschenische Selbstmordattentäterin mit Verbindungen zum IS verübt worden.

## Tathergang
Der Attentäter sprengte sich inmitten einer deutschen Touristengruppe auf dem belebten Platz zwischen der Hagia Sophia und der Blauen Moschee in die Luft.
Laut dem türkischen Inlandsgeheimdienst MIT hatten bereits vor der Tatbegehung zwei unspezifische Terrorwarnungen vom 17. Dezember 2015 und 4. Januar 2016 vorgelegen, über die die Regierung in Ankara informiert war.

## Opfer
Elf Todesopfer waren deutsche Staatsangehörige und gehörten einer insgesamt 33 Mitglieder zählenden Reisegruppe an, die in Istanbul unterwegs war und danach weiter nach Dubai und Abu Dhabi reisen wollte. Unter den Opfern sind ein Rentnerehepaar aus Falkensee, ein Ehepaar aus Berlin, zwei Männer und eine Frau aus Rheinland-Pfalz, ein Peruaner, eine Frau und zwei Männer aus Sachsen und eine Frau aus Westerngrund.

## Täter
Nach Angaben der türkischen Regierung soll es sich bei dem Attentäter um den in Saudi-Arabien geborenen Nabil F. gehandelt haben. Nach Angaben der türkischen Regierung soll der 28-Jährige ein Mitglied der Terrororganisation Islamischer Staat gewesen sein. Laut einer Mitteilung der Presseagentur Doğan Haber Ajansı war er erst kurz vor dem Anschlag von Syrien in die Türkei eingereist. Am 5. Januar 2016 hatte er sich in Istanbul als Flüchtling registrieren lassen. Er konnte deshalb anhand seiner Fingerabdrücke und eines gefundenen Passes identifiziert werden. Die Identität des Täters ist aber noch nicht zweifelsfrei geklärt, da der Pass auch falsch sein könnte.
2018 wurden drei Syrer wegen Beihilfe zur Tötung zu lebenslangen Freiheitsstrafen verurteilt. Im Januar 2021 wurde ein mutmaßlicher Hintermann festgenommen.
Am 6. April 2021 wurden vier Angeklagte zu je 328 Jahren und vier Monaten Haft wegen Mordes verurteilt. Achtzehn weitere Verdächtige wurden freigesprochen.

## Reaktionen
Nach dem Anschlag verhängte die türkische Regierung eine Nachrichtensperre. Die Medienaufsicht RTÜK teilte mit, dass die Nachrichtensperre der nationalen Sicherheit diene.
Am 13. Januar 2016 besuchten Bundesinnenminister Thomas de Maizière und Ahmet Davutoğlu, der Ministerpräsident der Republik Türkei, in Istanbul die Verletzten des Attentates. Ihre Beileidsbekundungen sprachen u. a. Ban Ki-moon und François Hollande aus.